# Damnatio ad bestias

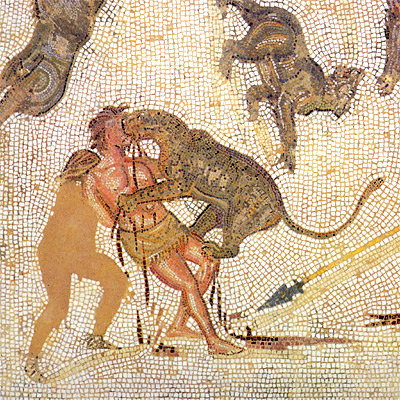
Panteres devorant un condemnat. Paviment de mosaic, (C. segle III). Museu Arqueològic Susa, Tunísia

Amb la locució llatina damnatio ad bestias, que traduït literalment significa "condemna a les bèsties", es fa referència a un tipus particular de pena de mort reservada a l'antiga Roma per als criminals de menor rang o esclaus condemnats a ser devorats vius per les feres a l'Amfiteatre. També els primers martirs cristians varen patir aquest procediment d'execució. El compliment d'aquesta pena estava integrat en els espectacles dels jocs romans realitzats amb animals o venatio.
Els animals eren en general lleons o tigres, però també podrien ser usats animals més petits, per tal de perllongar l'agonia. El Damnatus podia ser lligat a un pal o forçat a assumir el paper d'un personatge mitològic menjat per un animal salvatge (per exemple Prometeu, al qual un àguila devorava diàriament el seu fetge, que diàriament se li regenerava). Aquestes execucions es duien a terme al matí o abans de les lluites de gladiadors, quan el públic era particularment nombrosos.
La Lex Petronia Núm. 61 va prohibir al propietari donar un esclau a les bèsties sense decisió judicial.